# Bầu cử Nghị viện châu Âu 2019
Một cuộc bầu cử vào Nghị viện châu Âu đã được tổ chức từ ngày 23 đến 26 tháng 5 năm 2019, cuộc bầu cử quốc hội lần thứ chín kể từ bầu cử trực tiếp đầu tiên vào năm 1979. Bản mẫu:Kể từ, tổng cộng 751 Thành viên của Nghị viện Châu Âu (MEP) đại diện cho hơn 512 triệu người từ 28 các quốc gia thành viên. Vào tháng 2 năm 2018, Nghị viện Châu Âu đã bỏ phiếu giảm số lượng MEP từ 751 xuống 705 nếu Vương quốc Anh đã rút khỏi Liên minh Châu Âu vào ngày 29 tháng 3 năm 2019. Tuy nhiên, Vương quốc Anh đã tham gia cùng với các quốc gia thành viên EU khác sau khi gia hạn Điều 50 đến ngày 31 tháng 10 năm 2019.
Vào ngày 26 tháng 5 năm 2019, Nhà lãnh đạo Đảng Nhân dân Châu Âu Manfred Weber đã giành được nhiều ghế nhất trong Nghị viện Châu Âu, biến Weber trở thành ứng cử viên hàng đầu để trở thành Chủ tịch Ủy ban Châu Âu. Các đảng trung tả, cực hữu và trung hữu phải chịu tổn thất đáng kể như chủ nghĩa môi trường, trung tâm thân EU tự do, hoài nghi châu Âu và cực hữu các bên đã kiếm được lợi nhuận đáng kể.

## Luật mới
Vào ngày 7 tháng 6 năm 2018, Hội đồng đã đồng ý ở cấp đại sứ để thay đổi luật bầu cử EU và cải cách luật cũ từ Đạo luật bầu cử năm 1976. Mục đích của cải cách là tăng cường sự tham gia vào các cuộc bầu cử, nâng cao hiểu biết về tính cách châu Âu của họ và ngăn chặn bỏ phiếu bất thường, đồng thời tôn trọng truyền thống lập hiến và bầu cử của các quốc gia thành viên. Cải cách cấm bỏ phiếu và bỏ phiếu kép ở các nước thứ ba, do đó cải thiện khả năng hiển thị của các đảng chính trị châu Âu. Để tránh bỏ phiếu hai lần, các cơ quan liên lạc được thiết lập để trao đổi dữ liệu về cử tri, một quá trình phải bắt đầu ít nhất sáu tuần trước cuộc bầu cử.
Nghị viện châu Âu đã đồng ý vào ngày 4 tháng 7 năm 2018 và Đạo luật đã được Hội đồng thông qua vào ngày 13 tháng 7 năm 2018. Tuy nhiên, các quốc gia thành viên không thể phê chuẩn Đạo luật trước cuộc bầu cử năm 2019 và do đó cuộc bầu cử này đã diễn ra phù hợp với trước đó quy tắc.

## Các nhóm chính trị và ứng cử viên
Quá trình Spitzenkandidatliên quan đến việc đề cử các đảng chính trị châu Âu của các ứng cử viên cho vai trò Chủ tịch Ủy ban, đảng giành được nhiều ghế nhất trong Nghị viện châu Âu nhận được cơ hội đầu tiên để cố gắng chiếm đa số để ủng hộ ứng cử viên của họ (giống như cách người đứng đầu chính phủ được bầu dân chủ nghị viện quốc gia). Quá trình này lần đầu tiên được sử dụng vào năm 2014 và đã bị một số người trong Hội đồng châu Âu phản đối. Tương lai của quá trình là không chắc chắn, nhưng Nghị viện châu Âu đã cố gắng mã hóa quy trình và các bên gần như chắc chắn sẽ chọn lại các ứng cử viên. Vào ngày 23 tháng 1 năm 2018, Ủy ban Hiến pháp đã thông qua một văn bản nêu rõ rằng quá trình Spitzenkandidat không thể bị lật ngược, và Nghị viện "sẽ sẵn sàng từ chối bất kỳ ứng cử viên nào trong thủ tục đầu tư của Chủ tịch Ủy ban, người không được bổ nhiệm làm Spitzenkandidat trong cuộc bầu cử tới cuộc bầu cử châu Âu".
Vào tháng 5 năm 2018, một cuộc thăm dò Eurobarometer cho thấy 49% trong số 27.601 cá nhân từ tất cả 28 quốc gia EU được khảo sát nghĩ rằng quá trình Spitzenkandidat sẽ giúp họ bỏ phiếu trong các cuộc bầu cử châu Âu tiếp theo trong khi 70% cũng nghĩ rằng quá trình này đòi hỏi một cuộc tranh luận thực sự về các vấn đề châu Âu.

## Kết quả
Trong Nghị viện châu Âu có 751 ghế, cần đủ 376 ghế để chiếm đa số.

Thành phần sau bầu cử của phái đoàn mỗi quốc gia thành viên

| Đảng phái                                                     | Bầu phiếu   | Tỷ lệ | Đại biểu  |
| ------------------------------------------------------------- | ----------- | ----- | --------- |
| Đảng Nhân dân Châu Âu                                         | 41.211.023  | 21,0% | 187 / 751 |
| Liên minh Tiến bộ của những người Xã hội chủ nghĩa và Dân chủ | 35.421.084  | 18,5% | 147 / 751 |
| Đổi mới Châu Âu                                               | 23.788.652  | 13,0% | 108 / 751 |
| Liên minh Tự do Châu Âu–Xanh                                  | 19.886.513  | 11,7% | 74 / 751  |
| Bản sắc và Dân chủ                                            | 20.980.853  | 10,8% | 76 / 751  |
| Nhóm Bảo thủ và Cải cách Châu Âu                              | 14.207.477  | 8,2%  | 62 / 751  |
| Khác                                                          | 42.857.036  | 16,8% | 97 / 751  |
| Tổng cộng                                                     | 198.352.638 | 100%  | N/A       |